# Ansambel Vižarji
Ansambel Vižarji je narodnozabavna zasedba, ki deluje od leta 2006. Sedež ima v Stranicah. V času delovanja je ansambel dosegel najvišje nagrade na različnih festivalih, gostoval pa je tudi že v Kanadi.

## Zasedba
Vodja ansambla je harmonikar Domen Jevšenak. Trenutno zasedbo sestavljajo še kitarista Aleš Thaler in Blaž Pentek, basist Simon Lesnik ter pevca Duška Ogrizek in Franci Ribič.
Določeno obdobje so bili člani ansambla tudi kitarista Bojan Kolar in Gregor Oblak, basist Oto Črešnar, klarinetist Urban Marot in pevke Nada Konec, Andreja Črešnar, Sanja Planko, Melita Painkret ter Tatjana Pečko.

## Delovanje
Ansambel je bil ustanovljen marca 2006. Ustanovni člani so bili harmonikar Domen Jevšenak, kitarist Bojan Kolar, basist Oto Črešnar in pevka Nada Konec. Jevšenak in Črešnar sta predhodno sodelovala že v ansamblu Hlapci. V prvih petih letih je prišlo do nekaj kadrovskih menjav. Ob 5-letnici ansambla so pripravili koncert v Celju z gosti, ob tej priložnosti pa so izdali tudi album Stari vižar.
Leta 2012 so se udeležili natečaja Na zdravje Pesem poletja, ki so ga izvedli v TV oddaji Na zdravje!. S skladbo Na skednju so se uvrstili v veliki finale maja tega leta v portoroški Alayi.
Sledilo je več menjav zasedbe, po katerih so se uspešno udeležili nekaterih festivalov narodnozabavne glasbe. Tako so med letoma 2015 in 2017 zmagali na festivalih v Mariji Reki, na Graški Gori in na Vurberku.
Marca 2017 so se odpravili na večjo štirinajstdnevno turnejo po Kanadi, kjer so igrali slovenskim izseljencem.

## Uspehi
Ansambel Vižarji je do sedaj na festivalih narodnozabavne glasbe dosegel naslednje uspehe in nagrade:
- 2015: Festival Marija Reka - 1. nagrada strokovne komisije in nagrada za inovativnost in svež pristop.
- 2016: Graška Gora poje in igra - Absolutni zmagovalci festivala, nagrada za najboljšega debitanta in zlati pastirček.
- 2017: Festival Vurberk - Zlati zmaj.

## Diskografija
Ansambel Vižarji je do sedaj izdal eno zgoščenko, ki je izšla ob 5-letnici delovanja:
1. Stari vižar (2011)

## Največje uspešnice
Ansambel Vižarji je najbolj poznan po naslednjih skladbah:
- En greh do nebes
- Na skednju
- Prešmentana deklina
- V srcu jočem